# Eijun Kiyokumo
Eijun Kiyokumo (清雲 栄純?, Kiyokumo Eijun; Enzan, 11 settembre 1950) è un allenatore di calcio ed ex calciatore giapponese, di ruolo difensore.

## Statistiche

### Presenze e reti nei club
| Stagione | Squadra                  | Campionato | Campionato | Campionato |
| Stagione | Squadra                  | Comp       | Pres       | Reti       |
| -------- | ------------------------ | ---------- | ---------- | ---------- |
| 1973     | Furukawa Electric        | JSL1       | 17         | 0          |
| 1974     | Furukawa Electric        | JSL1       | 17         | 0          |
| 1975     | Furukawa Electric        | JSL1       | 18         | 0          |
| 1976     | Furukawa Electric        | JSL1       | 18         | 2          |
| 1977     | Furukawa Electric        | JSL1       | 16         | 2          |
| 1978     | Furukawa Electric        | JSL1       | 10         | 0          |
| 1979     | Furukawa Electric        | JSL1       | 18         | 1          |
| 1980     | Furukawa Electric        | JSL1       | 12         | 1          |
| 1981     | Furukawa Electric        | JSL1       | 18         | 0          |
| 1982     | Furukawa Electric        | JSL1       | 5          | 0          |
|          | Totale Furukawa Electric |            | 149        | 6          |

## Palmarès

### Giocatore
- Japan Soccer League: 1

1976
- Japan Soccer League Cup: 2

1977, 1982
- Coppa dell'Imperatore: 1

1976

### Allenatore
- Japan Soccer League: 1

1985-1986
- Japan Soccer League Cup: 2

1986
- Campionato d'Asia per club: 1

1986